# Carausius morosus
Espèce
Le Phasme morose (Carausius morosus) est une espèce de phasmes originaire d'Inde. On l'appelle également Phasme bâton, bâton du diable ou encore dixippe morose, de son premier nom attribué par son descripteur Sinéty en 1901 : Dixippus morosus. La femelle mesure 8,5 centimètres de longueur et les mâles sont très rares. Comme d'autres espèces de phasmes, il est couramment utilisé dans les écoles afin d'étudier les stratégies adaptatives des espèces (mimétisme) et leur cycle de vie. 

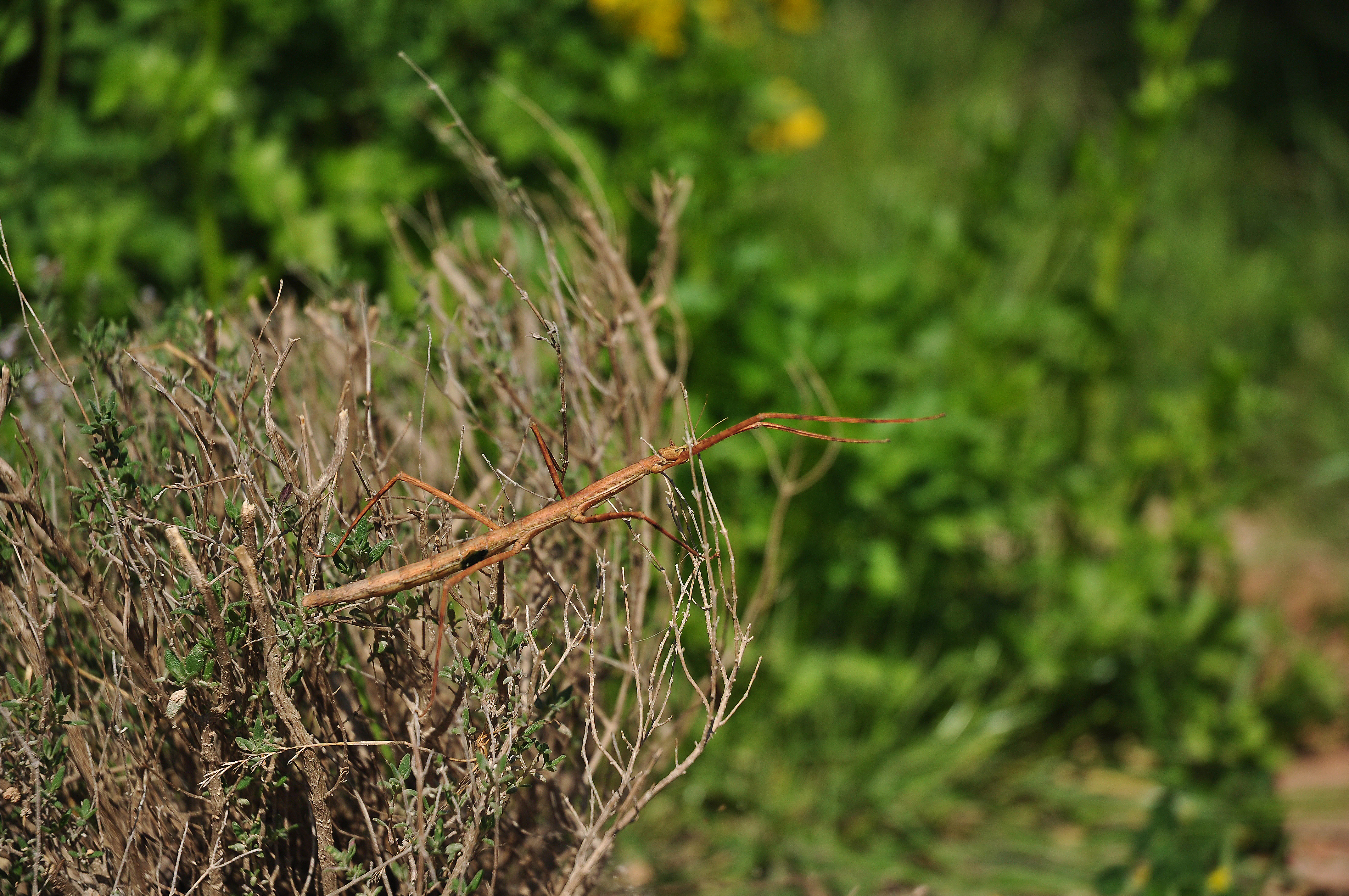
Phasme sur thym Garrigues Poulx Gard. APIEGGarrigues

## Reproduction
Sa reproduction est potentiellement sexuée, mais est très rare (voire impossible) à observer en captivité. De ce fait, en élevage la reproduction s'effectue principalement par parthénogenèse. Toutefois, une photo de reproduction sexuée a été prise en 1994 près de Montpellier (France) dans un élevage amateur. Cependant, les élevages européens ne sont souvent constitués que de femelles.
Les œufs éclosent à partir de trois à quatre mois. Une femelle adulte pond en moyenne 4 œufs par jour et jusqu'à cinq cents œufs en une vie, sa durée de vie étant de six mois à un an.

## Incubation
Elle dure de deux à quatre mois et se prépare sans difficulté. Il suffit de placer les œufs dans un substrat de terreau ou de papier absorbant et de placer le tout dans une boite à température constante (à conserver humide). La femelle pond en moyenne quatre œufs par nuit. Ces derniers sont petits, ronds et bruns (elle peut pondre plus de 500 œufs dans sa vie).
La femelle pond souvent la nuit car ce sont des animaux nocturnes.

## Élevage
En plus des écoles, Carausius morosus est fréquemment utilisé par les laboratoires et y est couramment élevé en raison de ses faibles exigences. L'humidité doit être d'environ 70 % et la température doit se situer entre 18 et 26 °C. Il se nourrit de ronces, lierre, rosier, troène, framboisier, bette, noisetier, Schefflera, mûrier...